# Karl Saldow
Karl Saldow (Berlín, 26 d'octubre de 1889 - Berlín, 31 de maig de 1951) fou un ciclista alemany, professional des del 1910 fins al 1928. Es va especialitzar en el ciclisme en pista on va obtenir 8 victòries en curses de sis dies.
Després de la Segona Guerra Mundial, va perdre la seva fortuna, i va suïcidar-se.

## Palmarès
- 1910
  - 1r a la Rund um Berlin
- 1911
  - 1r als Sis dies de Dresden (amb Willy Lorenz)
- 1912
  - 1r als Sis dies de Dresden 1 (amb Willy Lorenz)
  - 1r als Sis dies de Dresden 2 (amb Willy Lorenz)
- 1913
  - 1r als Sis dies de Hannover (amb Willy Lorenz)
- 1914
  -  Campió d'Alemanya en Mig Fons
  - 1r als Sis dies de Berlín (amb Willy Lorenz)
- 1919
  -  Campió d'Alemanya en Mig Fons
  - 1r als Sis dies de Berlín (amb Willy Techmer)
- 1922
  - 1r als Sis dies de Berlín (amb Fritz Bauer)
- 1924
  -  Campió d'Alemanya en Mig Fons
  - 1r als Sis dies de Berlín (amb Willy Lorenz)
- 1925
  -  Campió d'Alemanya en Mig Fons